# José Luiz Whitaker Ribeiro
José Luiz Whitaker Ribeiro foi um engenheiro brasileiro de origem luso-estadunidense, fundador e ex-presidente da extinta empresa Engesa nasceu em 19 de Abril de 1930 e morreu dia 30 de Novembro de 2018 com 88 anos.
Possuia graduação em Engenharia Mecanico-Eletricista pela Universidade de São Paulo(1951).